# Казахконцерт
Казахское государственное гастрольно-концертное объединение «Казахконцерт» — творческое объединение в Казахстане.

## История
Объединение было создано 12 июля 1960 года приказом Министерства Культуры Казахской ССР № 125 на базе сектора эстрады Государственной филармонии имени Джамбула для популяризации исторического музыкального наследия, пропаганды театрального творчества и деятельности музыкальных коллективов, а также — поддержки концертно-зрелищных мероприятий.
В первоначальный состав «Казахконцерта» входили народные артисты КазССР Р.Багланова, Ж. Елебеков, Ж.Омарова, Ш.Жиенкулова, Г.Галиева, Н.Таналова, М.Хамзин; позже — С.Тыныштыгулова, А.Ескалиев, С.Шукиров, Г.Талпакова, вокально-инструментальный ансамбль «Дос-Мукасан».
В период с 60-х по 80-е годы XX века на творческой базе «Казахконцерта» были развернуты концертные бригады: «Балбырауын», «Медео», «Әсем әнмен тәтті күй», «Қыздар-ай», «Перне», «Рауан» и ансамбли «Всюду с песней», «Молодость в пути», «Арай», «Жалын», «Дәурен», народный инструментальный ансамбль «Самал» и многие другие.
Народные артисты «Казахконцерта» А. Коразбаев и Р. Рымбаева были удостоены Государственной премии за заслуги перед Республикой в деле пропаганды музыкальных жанров искусства. Участники объединения «Казахконцерт» представляли Казахстан в самых разных точкаx планеты, например в Японии (ансамбль «Әлқисса»), Франции (Перезат Омарбекова) и др.
По состоянию на 2014 год находилось в подчинении Департамента культуры Министерства образования и культуры Республики Казахстан, главой Казахконцерта был Алтынбек Коразбаевич Коразбаев.
В мае 2017 года Приказом министра культуры и спорта Республики Казахстан исполняющим обязанности директора Государственной концертной организации «Қазақконцерт» назначен Асхат Маемиров.
В феврале 2018 года Приказом министра культуры и спорта Республики Казахстан директором Государственной концертной организации «Қазақконцерт» назначен Женис Сейдуллаулы.

## Здание Казахконцерта
Здание было построено в 1954 году по проекту архитекторов А. Леппика и Г. Симонова, при участии конструкторов Шувалова и Ширшовой.
Первоначально здание предназначалось для библиотеки Городского комитета партии (Дом политпросвета). Постановлением ЦК КПСС от 9 января 1960 года «О задачах партийной пропаганды в современных условиях» библиотека была реорганизована в Дом политпросвещения обкома партии.
В связи со сдачей в эксплуатацию нового здания в 1982 году Дом политпросвещения был переведен по адресу пр. Ленина 85 (ныне пр. Достык). В существующем здании разместилась Казахская государственная филармония им. Жамбыла.
В настоящее время в здании находится «Казахконцерт», фактически обменявшись зданиями с филармонией.

### Архитектура
Здание Казахконцерта построено в классицистических традициях с элементами казахского национального декора и является этапным произведением казахстанской архитектурной школы. Перпендикулярно трёхэтажному «Т»-образному в плане объёму на цоколе был пристроен большой концертный зал. Главный вход оформлен пояском и сандриками на полочках. По бокам здания устроены ризалиты. Основным композиционным мотивом оформления главного фасада здания является крупный вертикальный ритм лопаток со схематически решенными капителями ионического ордера. Здание венчает аттик, подчеркнутый узким лепным волнообразным пояском, и многопрофильный карниз с лентой сталактитов.

### Статус памятника
26 января 1984 года здание консерватории было включено в государственный список памятников истории и культуры Алма-Аты местного значения.
10 ноября 2010 года был утверждён новый Государственный список памятников истории и культуры местного значения города Алматы, одновременно с которым все предыдущие решения по этому поводу были признаны утратившими силу. В этом Постановлении был сохранён статус памятника местного значения бывшего здания консерватории. Границы охранных зон были утверждены в 2014 году.